# Songs of Our Soil
Songs of Our Soil — четвертий студійний альбом американського співака та автора пісень Джонні Кеша, представлений 6 липня 1959 року, а пізніше перевиданий 27 серпня 2002 року з двома додатковими піснями.
Головною темою цього альбому є смерть. Смерть завершує «The Man on the Hill», «Hank and Joe and Me», «Clementine» і «My Grandfather's Clock». «Don't Step on Mother's Roses» — про сім'ю, яка втрачає своїх батьків; спочатку маму, потім тата. «The Great Speckled Bird» — це духовний роман про Друге пришестя Ісуса. «The Caretaker» — це історія доглядача кладовища, який думає, хто оплакуватиме його, коли прийде його час. Навіть «Five Feet High and Rising» («вулики зникли; я втратив своїх бджіл») і «Old Apache Squaw» («…наступний білий чоловік, який побачить моє обличчя, буде мертвим білим чоловіком») згадує смерть певним чином.
За словами самого музиканта, він у цей час почав захоплюватися темою смерті, частково через зростаючу залежність від амфетамінів і барбітуратів, а також через передчасну смерть його брата.

## Список пісень
| Сторона один | Сторона один                | Сторона один           | Сторона один    | Сторона один |
| #            | Назва                       | Автор                  | Дата запису     | Тривалість   |
| ------------ | --------------------------- | ---------------------- | --------------- | ------------ |
| 1.           | «Drink to Me»               | Джонні Кеш             | 24 липня 1958   | 1:54         |
| 2.           | «Five Feet High and Rising» | Кеш                    | 12 березня 1959 | 1:46         |
| 3.           | «The Man on the Hill»       | Кеш                    | 12 березня 1959 | 2:09         |
| 4.           | «Hank and Joe and Me»       | Кеш                    | 12 березня 1959 | 2:13         |
| 5.           | «Clementine»                | Біллі Майз, Бадді Майз | 12 березня 1959 | 2:30         |
| 6.           | «The Great Speckled Bird»   | народна                | 13 березня 1959 | 2:09         |

| Сторона два | Сторона два                        | Сторона два     | Сторона два     | Сторона два |
| #           | Назва                              | Автор           | Дата запису     | Тривалість  |
| ----------- | ---------------------------------- | --------------- | --------------- | ----------- |
| 7.          | «I Want to Go Home»                | народна         | 13 березня 1959 | 1:58        |
| 8.          | «The Caretaker»                    | Кеш             | 13 березня 1959 | 2:06        |
| 9.          | «Old Apache Squaw»                 | Кеш             | 13 березня 1959 | 1:46        |
| 10.         | «Don't Step On Mother's Roses»     | Кеш             | 13 березня 1959 | 2:34        |
| 11.         | «My Grandfather's Clock»           | Генрі Клей Ворк | 13 березня 1959 | 2:45        |
| 12.         | «It Could Be You (Instead of Him)» | Вік МакАльпін   | 23 січня 1959   | 1:50        |

| Додаткові пісні перевидання 2002 року | Додаткові пісні перевидання 2002 року | Додаткові пісні перевидання 2002 року | Додаткові пісні перевидання 2002 року | Додаткові пісні перевидання 2002 року |
| #                                     | Назва                                 | Автор                                 | Дата запису                           | Тривалість                            |
| ------------------------------------- | ------------------------------------- | ------------------------------------- | ------------------------------------- | ------------------------------------- |
| 13.                                   | «I Got Stripes»                       | Кеш, Чарлі Вільямс                    | 12 березня 1959                       | 2:05                                  |
| 14.                                   | «You Dreamer You»                     | Кеш                                   | 12 березня 1959                       | 1:49                                  |
| 29:34                                 |                                       |                                       |                                       |                                       |

## Учасники запису
Музиканти
- Джонні Кеш — вокал, ритм-гітара
- Лютер Перкінс — соло-гітара
- Маршалл Грант — бас-гітара
- Марвін Г'юз — фортепіано
- Бадді Гарман — барабани
- The Jordanaires — бек-вокал

## Чарти
Сингли — Білборд (США)
| Рік  | Сингл                       | Чарт          | Позиція |
| ---- | --------------------------- | ------------- | ------- |
| 1959 | «Five Feet High and Rising» | Кантрі сингли | 14      |
| 1959 | «Five Feet High and Rising» | Поп сингли    | 76      |